# س. دبليو. بيرغستروم
س. دبليو. بيرغستروم (بالإنجليزية: C. W. Bergstrom)‏ هو مصارع محترف أمريكي، ولد في 24 فبراير 1957 في بورتلاند في الولايات المتحدة.

## روابط خارجية
- س. دبليو. بيرغستروم على موقع CageMatch worker (الإنجليزية)